# 安拉賴斯省
安拉賴斯省（西班牙語：Provincia de Angaraes），是秘魯的省份，位於該國中南部萬卡韋利卡大區，首府是利爾凱，面積1,959平方公里，2005年人口65,189，人口密度為每平方公里33.28人。